# Лажеаду (Риу-Гранди-ду-Сул)
Лажеаду (порт. Lajeado) — муниципалитет в Бразилии, входит в штат Риу-Гранди-ду-Сул. Составная часть мезорегиона Восточно-центральная часть штата Риу-Гранди-ду-Сул. Входит в экономико-статистический микрорегион Лажеаду-Эстрела. Население составляет 74 552 человека на 2007 год. Занимает площадь 90,419 км². Плотность населения — 750,6 чел./км².

## История
Город основан 20 марта 1855 года.

## Статистика
- Валовой внутренний продукт на 2004 составляет 1 071 118 000,00 реалов (данные: Бразильский институт географии и статистики).
- Валовой внутренний продукт на душу населения на 2003 составляет 13 546,49 реалов (данные: Бразильский институт географии и статистики).
- Индекс развития человеческого потенциала на 2000 составляет 0,838 (данные: Программа развития ООН).

## География
Климат местности: субтропический.